# Костянтин Йосиф Їречек
Костянтин Йосиф Ї́речек (чеськ. Konstantin Josef Jireček; 24 липня 1854, Відень, Австрійська імперія — 10 січня 1918, Відень, Австро-Угорщина) — чеський історик. Син Йосифа Їречка, онук (по лінії матері) Павла Йозефа Шафарика, двоюрідний брат археологів Владислава, Карела і Герменегілда Шкорпілов.

## Біографія
З 1879 року перебував на службі у молодої Болгарської держави, в 1881 р. зайняв пост міністра освіти Болгарії. З 1884 р. професор загальної історії в Празі, з 1893 р. професор слов'янських старожитностей у Відні.
Автор низки праць з історії Балкан, в тому числі найбільш загальних «Історії болгар» (чеськ. Dějiny národa Bulharského; 1876, російське видання) та «Історії сербів» (нім. Geschichte der Serben; Гота, 1911). В останній згаданій книзі сформулював правило так званої лінії Їречка (що проходить від Адріатичного моря до Чорного приблизно на широті Софії): на північ від цієї лінії слов'янські народи піддавалися романському впливу, а на південь — грецькому. Серед інших книг Їречка можна відзначити дослідження «Посольство Дубровницької республіки до імператриці Катерині в 1771 році» (чеськ. Poselství republiky Dubrovnické k císařovně Kateřině v roce 1771; 1893).